# Geraint Lewis
Pas d'image ? Cliquez ici

a Compétitions nationales et continentales officielles uniquement.

b Matchs officiels uniquement.
Dernière mise à jour le 20 janvier 2025.
Geraint Lewis, né le 12 janvier 1974 à Pontypridd (Pays de Galles), est un joueur de rugby à XV international gallois. Il joue aux postes aux postes de troisième ligne aile ou de troisième ligne centre. 

## Biographie
Geraint Lewis obtient sa première cape internationale le 27 juin 1998 contre l'équipe d'Afrique du Sud.
Il dispute le Tournoi des Six Nations 2000 et 2001.

## Palmarès
(Au 30/09/2006)
- 16 sélections
- Sélections par année : 1 en 1998, 4 en 1999, 6 en 2000, 5 en 2001
- Tournoi des Six Nations disputés: 2000, 2001
- Coupe du monde de rugby à XV disputée: 1999 (1 match comme titulaire).